# هيساشي هوريإيكي
هيساشي هوريإيكي (باليابانية: 廣池 寿) (5 أكتوبر 1978 في مياكونوجو في اليابان – )؛ هو لاعب كرة قدم سابق كان يلعب كمهاجم.